# 细丘皿蛛
细丘皿蛛（学名：Agyneta subtilis）为皿蛛科丘皿蛛属的动物。分布于英国、俄罗斯以及中国大陆的西藏、河北等地，主要生活于草丛。该物种的模式产地在英国。